# Primo tango a Roma - Storia d'amore e d'alchimia
Primo tango a Roma - Storia d'amore e d'alchimia è un film del 1973, diretto da Lorenzo Gicca Palli con lo pseudonimo di Vincent Thomas.
La colonna sonora è firmata da Guycen, pseudonimo di Guido Cenciarelli.

## Trama
Il cavaliere Corrado e il servo Leporello appartenenti all'Ordine dei Templari trovano rifugio a Roma in casa di Olimpio Orsini, un alchimista abusivo.

## Distribuzione
Il film uscì nelle sale cinematografiche il 21 giugno 1973.